# ブヴァールとペキュシェ

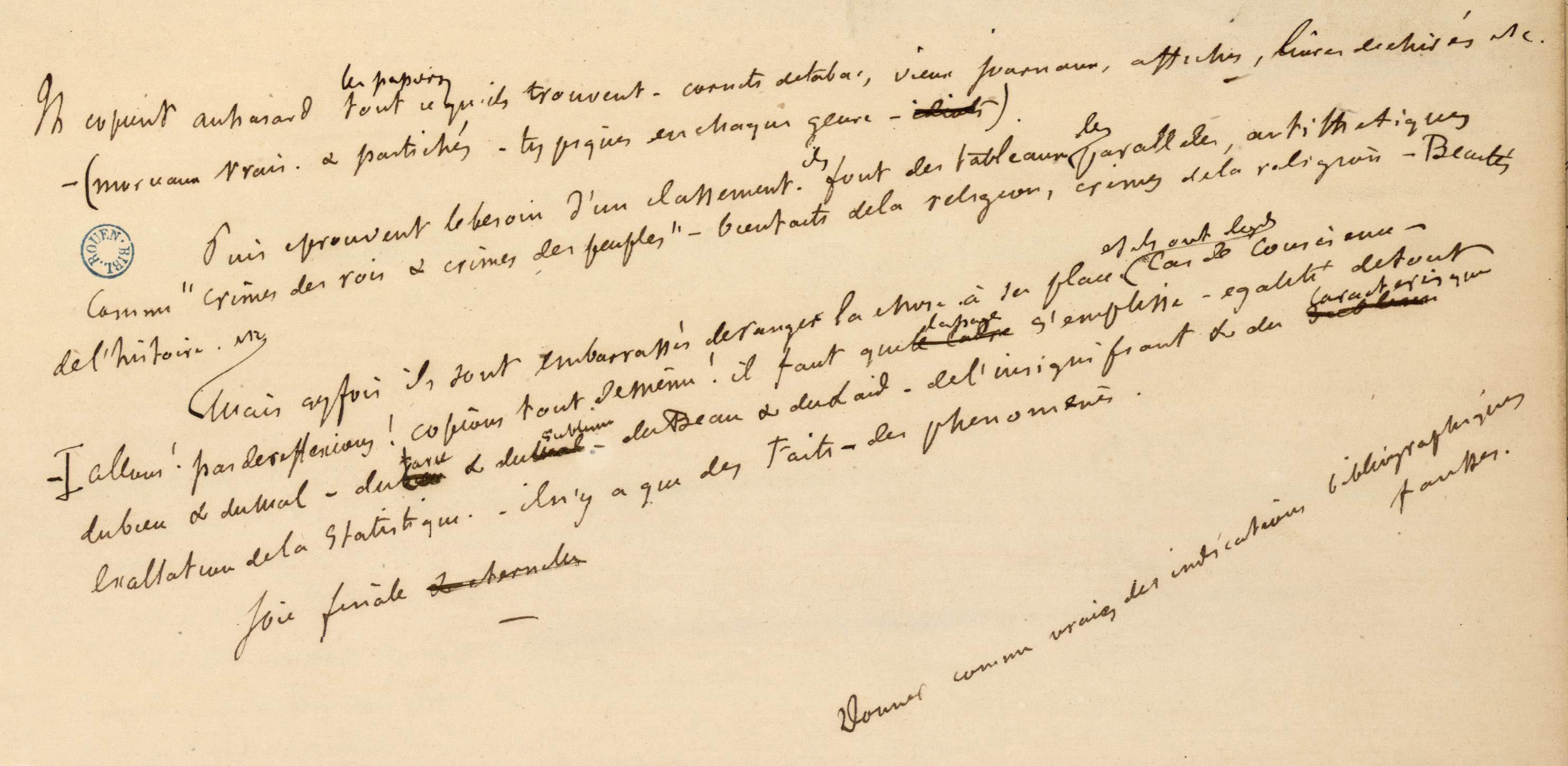
『ブヴァールとペキュシェ』草稿

『ブヴァールとペキュシェ』（Bouvard et Pécuchet）は、ギュスターヴ・フロベールの長編小説。ブヴァールとペキュシェという友人二人組が、自ら知的であることを誇って自然科学から文学まで森羅万象の研究に着手するが、すべてが中途半端な失敗に終わる。埋もれた在野インテリの滑稽さが徹底的に戯画化される物語で、フロベールの死によって未完に終り、1881年に遺作として刊行された。
『紋切型辞典』は本作の作中作として組み込まれる予定だったが、作者の死によって未定稿となった。

## あらすじ
ブヴァールとペキュシェは、どちらも独身の写字生である。二人はパリのブールドン通りのベンチで偶然知り合い、すぐに意気投合して無二の親友となる。ある日ブヴァールの伯父が死んだことにより多額の遺産が入り込み、ブヴァールはペキュシェを誘って田舎に移り住んで隠遁生活を始める。
二人はまず農業に着手し果樹栽培に乗り出すが、書物だけにもとづく知識は不十分で、大きな損害を被る。科学的知識が欠けていることを痛感した二人は科学や文学の勉強に没頭し、さらに文学・神学とつぎつぎに対象を広げてゆくが、どれも正統的な訓練を受けず書物を読みかじっただけの研究で、失敗ばかりが相次ぐ。しかし二人はともに知的であることを誇って、社会の無知ぶりを嘲笑しつづける。
そんな中で彼らは二人の男女の孤児を引き取ることになり、教育書を紐解きながら彼らにまともな知識を植え付けようとする。しかし子供二人は勉強を受け付けず、最後には裁判によって孤児は取り上げられることになる。二人はあらゆるものから裏切られ、自分たちの研究がことごとく表面的なものにすぎなかったこと、知的と信じてきた読書癖が劣等感からくる俗悪なスノッブ趣味に過ぎなかったことをついに悟るが、そのとき二人はすでに最晩年にさしかかっていた。

## 日本語訳
- ブヴァールとペキュシェ（鈴木健郎訳、岩波文庫 全3巻、1954-1955年、復刊1988年ほか）
- ブヴァールとペキュシェ（新庄嘉章訳、筑摩書房『フローベール全集 第5巻』、1966年、復刊1998年）
- ブヴァールとペキュシェ（菅谷憲興訳、作品社、2019年） ISBN 978-4861827556